# Zapasy na Letnich Igrzyskach Olimpijskich 2000 – kategoria do 58 kg w stylu klasycznym
Zmagania mężczyzn do 58 kg to jedna z ośmiu męskich konkurencji w zapasach w stylu klasycznym rozgrywanych podczas Letnich Igrzysk Olimpijskich 2000. Pojedynki w tej kategorii wagowej odbyły się w dniach 25 – 27 września.

## Klasyfikacja[1]
| Pozycja | Nazwisko            | Kraj              |
| ------- | ------------------- | ----------------- |
| 1       | Armen Nazarian      | Bułgaria          |
| 2       | Kim In-seop         | Korea Południowa  |
| 3       | Sheng Zetian        | Chiny             |
| 4       | Rıfat Yıldız        | Niemcy            |
| 5       | Ali Aszkani         | Iran              |
| 6       | Jim Gruenwald       | Stany Zjednoczone |
| 7       | Walerij Nikonorow   | Rosja             |
| 8       | Makoto Sasamoto     | Japonia           |
| 9       | Constantin Borăscu  | Rumunia           |
| 10      | Nepes Gukulow       | Turkmenistan      |
| 11      | Dilshod Aripov      | Uzbekistan        |
| 12      | Djamel Ainaoui      | Francja           |
| 13      | Igor Pietrienko     | Białoruś          |
| 14      | Koba Guliaszwili    | Gruzja            |
| 15      | Karen Mynacakanian  | Armenia           |
| 16      | Ołeksandr Stepanian | Ukraina           |
| 17      | Brett Cash          | Australia         |
| 18      | István Majoros      | Węgry             |
| 19      | Jurij Mielniczenko  | Kazachstan        |
| 20      | Muhammad Barkawi    | Tunezja           |

## Zasady[2]
- PP — Na punkty (Pokonany zdobył punkty)
- PO — Na punkty (Pokonany bez punktów)
- PA — Kontuzja
- ST — Przewaga (10 punktów różnicy, pokonany bez punktów)
- SP — Przewaga (10 punktów różnicy, pokonany zdobył punkty)
- TO — Nokaut

## Wyniki[3]

### Rundy eliminacyjne

#### Grupa 1
| Zawodnik           | W | P | Punkty | Punkty techniczne |
| ------------------ | - | - | ------ | ----------------- |
| Kim In-seop        | 2 | 0 | 6      | 10                |
| Dilshod Aripov     | 1 | 1 | 5      | 2                 |
| Jurij Mielniczenko | 0 | 2 | 0      | 0                 |

|                    |                    | Punkty | Punkty techniczne |
| ------------------ | ------------------ | ------ | ----------------- |
| Jurij Mielniczenko | Kim In-seop        | 0-3 PO | 0-6               |
| Dilshod Aripov     | Jurij Mielniczenko | 4-0 PA | WO                |
| Kim In-seop        | Dilshod Aripov     | 3-1 PP | 4-2               |

#### Grupa 2
| Zawodnik         | W | P | Punkty | Punkty techniczne |
| ---------------- | - | - | ------ | ----------------- |
| Ali Aszkani      | 2 | 0 | 6      | 12                |
| Koba Guliaszwili | 1 | 1 | 3      | 3                 |
| István Majoros   | 0 | 2 | 1      | 1                 |

|                  |                  | Punkty | Punkty techniczne |
| ---------------- | ---------------- | ------ | ----------------- |
| István Majoros   | Ali Aszkani      | 1-3 PP | 1-5               |
| Koba Guliaszwili | István Majoros   | 3-0 PO | 3-0               |
| Ali Aszkani      | Koba Guliaszwili | 3-0 PO | 7-0               |

#### Grupa 3
| Zawodnik           | W | P | Punkty | Punkty techniczne |
| ------------------ | - | - | ------ | ----------------- |
| Jim Gruenwald      | 2 | 0 | 6      | 8                 |
| Igor Pietrienko    | 1 | 1 | 3      | 4                 |
| Karen Mynacakanian | 0 | 2 | 2      | 5                 |

|                    |                    | Punkty | Punkty techniczne |
| ------------------ | ------------------ | ------ | ----------------- |
| Karen Mynacakanian | Igor Pietrienko    | 1-3 PP | 2-4               |
| Jim Gruenwald      | Karen Mynacakanian | 3-1 PP | 4-3               |
| Igor Pietrienko    | Jim Gruenwald      | 0-3 PO | 0-4               |

#### Grupa 4
| Zawodnik            | W | P | Punkty | Punkty techniczne |
| ------------------- | - | - | ------ | ----------------- |
| Sheng Zetian        | 2 | 0 | 7      | 11                |
| Djamel Ainaoui      | 1 | 1 | 3      | 7                 |
| Ołeksandr Stepanian | 0 | 2 | 1      | 6                 |

|                     |                     | Punkty | Punkty techniczne |
| ------------------- | ------------------- | ------ | ----------------- |
| Sheng Zetian        | Djamel Ainaoui      | 3-0 PO | 1-0               |
| Ołeksandr Stepanian | Sheng Zetian        | 0-4 ST | 0-10              |
| Djamel Ainaoui      | Ołeksandr Stepanian | 3-1 PP | 7-6               |

#### Grupa 5
| Zawodnik        | W | P | Punkty | Punkty techniczne |
| --------------- | - | - | ------ | ----------------- |
| Armen Nazarian  | 3 | 0 | 11     | 28                |
| Makoto Sasamoto | 2 | 1 | 7      | 30                |
| Nepes Gukulow   | 1 | 2 | 6      | 14                |
| Brett Cash      | 0 | 3 | 1      | 2                 |

|                 |                 | Punkty | Punkty techniczne |
| --------------- | --------------- | ------ | ----------------- |
| Armen Nazarian  | Makoto Sasamoto | 4-0 ST | 11-0              |
| Brett Cash      | Nepes Gukulow   | 0-4 ST | 0-10              |
| Armen Nazarian  | Brett Cash      | 4-1 SP | 13-2              |
| Makoto Sasamoto | Nepes Gukulow   | 3-1 PP | 5-3               |
| Armen Nazarian  | Nepes Gukulow   | 3-1 PP | 4-1               |
| Makoto Sasamoto | Brett Cash      | 4-0 ST | 25-0              |

#### Grupa 6
| Zawodnik           | W | P | Punkty | Punkty techniczne |
| ------------------ | - | - | ------ | ----------------- |
| Rıfat Yıldız       | 3 | 0 | 9      | 14                |
| Walerij Nikonorow  | 2 | 1 | 8      | 19                |
| Constantin Borăscu | 1 | 2 | 6      | 14                |
| Muhammad Barkawi   | 0 | 3 | 0      | 0                 |

|                    |                    | Punkty | Punkty techniczne |
| ------------------ | ------------------ | ------ | ----------------- |
| Muhammad Barkawi   | Rıfat Yıldız       | 0-3 PO | 0-4               |
| Constantin Borăscu | Walerij Nikonorow  | 1-3 PP | 3-7               |
| Muhammad Barkawi   | Constantin Borăscu | 0-4 TO | 3:39              |
| Rıfat Yıldız       | Walerij Nikonorow  | 3-1 PP | 4-1               |
| Muhammad Barkawi   | Walerij Nikonorow  | 0-4 ST | 0-11              |
| Rıfat Yıldız       | Constantin Borăscu | 3-1 PP | 6-4               |

### Runda finałowa
|  | Ćwierćfinały  | Ćwierćfinały  | Ćwierćfinały |  |  | Półfinały      | Półfinały      | Półfinały      |     |             | Finał        | Finał        | Finał       |
|  |               |               |              |  |  |                |                |                |     |             |              |              |             |
|  | Kim In-seop   | Kim In-seop   | 3            |  |  |                |                |                |     |             |              |              |             |
|  | Ali Aszkani   | Ali Aszkani   | 1            |  |  | Kim In-seop    | Kim In-seop    | 4              |     |             |              |              |             |
|  | Jim Gruenwald | Jim Gruenwald | 1            |  |  | Sheng Zetian   | Sheng Zetian   | 0              |     |             |              |              |             |
|  | Sheng Zetian  | Sheng Zetian  | 11           |  |  |                |                |                |     | Kim In-seop | Kim In-seop  | 3            |             |
|  |               |               |              |  |  |                | Armen Nazarian | Armen Nazarian | 10F |             |              |              |             |
|  |               |               |              |  |  | Armen Nazarian | Armen Nazarian | 10             |     |             |              |              |             |
|  |               |               |              |  |  | Rıfat Yıldız   | Rıfat Yıldız   | 0              |     |             | o 3 miejsce  | o 3 miejsce  | o 3 miejsce |
|  |               |               |              |  |  |                |                |                |     |             |              |              |             |
|  |               |               |              |  |  |                |                |                |     |             | Sheng Zetian | Sheng Zetian | 2           |
|  |               |               |              |  |  |                |                |                |     |             | Rıfat Yıldız | Rıfat Yıldız | 0           |

|  |               |   |
|  | o 5 miejsce   |   |
|  |               |   |
|  |               |   |
|  |               |   |
|  | Ali Aszkani   | 3 |
|  | Ali Aszkani   | 3 |
|  | Jim Gruenwald | 2 |
|  | Jim Gruenwald | 2 |
|  |               |   |